# Sylvilagus obscurus
Sylvilagus obscurus е вид бозайник от семейство Зайцови (Leporidae). Видът е почти застрашен от изчезване.

## Разпространение и местообитание
Разпространен е в САЩ (Алабама, Вирджиния, Джорджия, Западна Вирджиния, Кентъки, Мериленд, Пенсилвания, Северна Каролина, Тенеси и Южна Каролина).
Обитава гористи местности, планини, възвишения, храсталаци и плата в райони с умерен климат, при средна месечна температура около 13,3 градуса.

## Описание
Популацията на вида е намаляваща.